# Римське Топлиці
Римське Топлиці (словен. Rimske Toplice) — поселення в общині Лашко, Савинський регіон, Словенія. Висота над рівнем моря: 422,7 м.